# Neil Sandilands
Neil Sandilands, född 1975, är en sydafrikansk skådespelare.
Sandilands bland annat medverkat i TV-serierna Desert Rose och Sweet Tooth. Han har även medverkat i filmen Kingdom of the Planet of the Apes.

## Filmografi (i urval)
- 2020–2023 – Sweet Tooth (TV-serie)
- 2022 – Desert Rose
- 2024 – Kingdom of the Planet of the Apes